# 558 (szám)
Az 558 (római számmal: DLVIII) egy természetes szám.

## A szám a matematikában
A tízes számrendszerbeli 558-as a kettes számrendszerben 1000101110, a nyolcas számrendszerben 1056, a tizenhatos számrendszerben 22E alakban írható fel.
Az 558 páros szám, összetett szám, kanonikus alakban a 21 · 32 · 311 szorzattal, normálalakban az 5,58 · 102 szorzattal írható fel. Tizenkettő osztója van a természetes számok halmazán, ezek növekvő sorrendben: 1, 2, 3, 6, 9, 18, 31, 62, 93, 186, 279 és 558.
Az 558 négyzete 311 364, köbe 173 741 112, négyzetgyöke 23,62202, köbgyöke 8,23275, reciproka 0,0017921. Az 558 egység sugarú kör kerülete 3506,01740 egység, területe 978 178,85499 területegység; az 558 egység sugarú gömb térfogata 727 765 068,1 térfogategység.